# Chris Weinheimer
Chris Weinheimer (* 1964 in Saarbrücken) ist ein deutscher Jazz- und Improvisationsmusiker, Komponist und Theaterregisseur.

## Leben
Weinheimer studierte in Köln Philosophie, Musikwissenschaften und Archäologie und in Hilversum Jazzflöte. Seit 1985 lebt er als freischaffender Musiker. Seit 1991 komponiert er Schauspiel- und Ballettmusiken. 1994 gründete er mit Ole Schmidt, Tom Lorenz, Robert Schleisiek und Carl Ludwig Hübsch die Gruppe Post No Bills, die sich neben der Jazzmusik besonders der Improvisationsmusik und der Neuen Musik (z. B. John Cages „Variations“ und „Number Pieces“ und Christian Wolffs „Exercises“) widmet.
Seit 1996 betreibt er mit Ole Schmidt, Sebastian Gramss und Carl Ludwig Hübsch das Performance Projekt Blauzone, seit 2000 erweitert um Schauspieler des Theater HORA unter dem Namen Lust am Scheitern. Er ist außerdem, gemeinsam mit Karoline Schulz, Mitglied der Neuen Dresdner Kammermusik (seit 2004) und des Sächsischen Improvisations Ensembles. Unter dem Titel Systemkritik-Materialausgabe veranstaltet Weinheimer seit 2005 thematische Konzertabende im LOFFT in Leipzig. 
Seit Ende der 1990er Jahre entstanden Kompositionen für kammermusikalische Besetzungen, darunter ein Streichquartett. Seit 2009 widmet sich Weinheimer verstärkt der Arbeit als Theaterregisseur.
Chris Weinheimer lebt in Leipzig.

## Werke (Auswahl)
- Quartett No 1 in 3 Sätzen, 1996
- Handgriffe für Flöte und Zuspielungen, 2000
- innen geschlossen für Bassflöte und Elektronik, 2001
- Konnotation, Denotation für Bassflöte, Kornett, Akkordeon und Tuba, 2002
- Würfel für Bassflöte, Kornett, Akkordeon und Tuba, 2002
- Atemlänge für Flöte, Klarinette und Zuspielung, 2002
- Quartett 1.02, 2002
- Schichten für Flöte, Klarinette und Cello, 2006
- Listen für Flöte, Klarinette und Elektronik, 2006

## Diskografie
- Post No Bills: défense d'afficher, 1995
- Post No Bills: Musik für Kammerensemble, 2003
- Christian Wolff und Post No Bills: Exercise#15, 2005

## Regiearbeiten (Auswahl)
- 2009: Die überleben wollen, Lichthof Theater, Hamburg
- 2009: Der Fall, LOFFT, Leipzig
- 2010: Der Teufel mit den drei goldenen Haaren, Theater für Niedersachsen, Hildesheim
- 2010: Mama Muh räumt auf, Theater für Niedersachsen, Hildesheim
- 2011: King Ed, Forum Freies Theater, Düsseldorf
- 2012: Ubumania, Lichthof Theater, Hamburg
- 2012: Filmreif, Theater für Niedersachsen, Hildesheim
- 2013: All inclusive (mit Martina Droste), Bockenheimer Depot, Frankfurt